# Travisiopsis levinseni
Travisiopsis levinseni är en ringmaskart som beskrevs av Rowland Southern 1910. Travisiopsis levinseni ingår i släktet Travisiopsis och familjen Typhloscolecidae. Arten har ej påträffats i Sverige. Inga underarter finns listade i Catalogue of Life.